# Vilém Červený
Vilém Červený (7. prosince 1908, Malšovice – 14. února 1977, Oslo) byl český fotbalista, později fotbalový trenér, působící v Norsku.

## Fotbalová kariéra
Rodák z Malšovic (dnes součást Hradce Králové) se s rodiči v mladém věku přestěhoval do Pardubic, kde měl jeho otec známou koželužnu. Začal v mládežnických týmech SK Pardubice, ale poté přestoupil k městskému rivalovi a už v 16 letech nastupoval v útoku AFK Pardubice, kde patřil k obávaným útočníkům. Jeho střelecký průměr převyšoval jednu vstřelenou branku na odehrané utkání, například v roce 1927 nastoupil za AFK ve 35 zápasech a nastřílel 57 gólů... Není divu, že po něm hned zkraje roku 1930 sáhla pražská Sparta, kde nastupoval v útočné řadě.
Ve Spartě se do sestavy ligového týmu příliš neprosazoval. V dalších letech nastupoval v dalších českých klubech, Teplitzer FK, AFK Bohemians (společně s dalším Pardubákem, Jaromírem Skálou), nebo po návratu z angažmá ve francouzském S.C. Nimes v roce 1935 ve Viktorii Plzeň. V jejím dresu nastoupil i v historicky významném utkání proti Juventusu Turín ve Středoevropském poháru. Z Plzně odešel do švýcarského SC Kreuzlingen, po návratu do vlasti bojoval v dresu ambiciózního SK Baťa Zlín.

## Trenérská kariéra
Trénovat začal během válečných let v SK Hulín, po válce působil ve slovenských klubech ŠK Kežmarok a HAC Humenné. V roce 1947 odešel trénovat do tehdy fotbalově exotického Norska a sklidil zde řadu úspěchů. Dvakrát se svými svěřenci vyhrál norský pohár (1947 Skied Oslo, 1949 Sarpsborg FK), díky tomu si potřásl rukou i s norským králem. Vedl celkem sedm norských klubů a kariéru ukončil na konci šedesátých let. Zemřel v roce 1977 a je pohřben v Oslo.